# Cantone di Nemours
Il Cantone di Nemours è una divisione amministrativa dell'arrondissement di Fontainebleau.
A seguito della riforma complessiva dei cantoni del 2014 è passato da 17 a 51 comuni.

## Composizione
Prima della riforma del 2014 comprendeva i comuni di:
- Bagneaux-sur-Loing
- Bourron-Marlotte
- Châtenoy
- Chevrainvilliers
- Darvault
- Faÿ-lès-Nemours
- Garentreville
- La Genevraye
- Grez-sur-Loing
- Montcourt-Fromonville
- Nanteau-sur-Lunain
- Nemours
- Nonville
- Ormesson
- Poligny
- Saint-Pierre-lès-Nemours
- Treuzy-Levelay

Dal 2015 comprende i comuni di:
- Arville
- Aufferville
- Bagneaux-sur-Loing
- Beaumont-du-Gâtinais
- Blennes
- Bougligny
- Bransles
- Chaintreaux
- Château-Landon
- Châtenoy
- Chenou
- Chevrainvilliers
- Chevry-en-Sereine
- Darvault
- Diant
- Dormelles
- Égreville
- Faÿ-lès-Nemours
- Flagy
- Garentreville
- La Genevraye
- Gironville
- Grez-sur-Loing
- Ichy
- Larchant
- Lorrez-le-Bocage-Préaux
- La Madeleine-sur-Loing
- Maisoncelles-en-Gâtinais
- Mondreville
- Montcourt-Fromonville
- Montigny-sur-Loing
- Montmachoux
- Nanteau-sur-Lunain
- Nemours
- Noisy-Rudignon
- Nonville
- Obsonville
- Ormesson
- Paley
- Poligny
- Remauville
- Saint-Ange-le-Viel
- Saint-Pierre-lès-Nemours
- Souppes-sur-Loing
- Thoury-Férottes
- Treuzy-Levelay
- Vaux-sur-Lunain
- Villebéon
- Villemaréchal
- Villemer
- Voulx